# Cosita linda
Cosita linda é uma telenovela estadunidense-venezuelana produzida e transmitida pela Venevisión e Univision em 2014, estrelada por Christian Meier, Ana Lorena Sánchez e Pedro Moreno e antagonizada por Zuleyka Rivera e Carolina Tejera.

## Elenco
Confirmado a partir de 6 de junho de 2013.
| Ator/Atriz          | Personagem                     |
| ------------------- | ------------------------------ |
| Christian Meier     | Diego Luján                    |
| Ana Lorena Sánchez  | Ana Lorena Rincón              |
| Pedro Moreno        | Olegario Pérez                 |
| Zuleyka Rivera      | Viviana "Vivi" Robles de Luján |
| Carolina Tejera     | Tiffany Robles                 |
| Scarlet Gruber      | Mariana Vargas                 |
| Scarlet Gruber      | María José Luján               |
| Adrián Di Monte     | Santiago Rincón                |
| Alma Delfina        | Doña Santa                     |
| Anna Silvetti       | Consuelo Pérez                 |
| Alfredo Huereca     | Don Lupe                       |
| Alberto Salaberry   | Vicente Duran                  |
| Cristina Bernal     | Palmira                        |
| Cristina Abuhazi    | Anelí                          |
| Mariet Rodríguez    | Laura Duran                    |
| Anna Sobero         | Prudencia Vargas               |
| Norma Zúñiga        | Nana Ramona                    |
| Liliana Rodríguez   | La Chata                       |
| Xavier Coronel      | Raul Yañez                     |
| Mijail Mulkay       | Lisandro                       |
| Franklín Vírgüez    | Darío                          |
| Sandra Itzel        | Maya                           |
| Emeraude Toubia     | Dulce Rincón                   |
| Patricio Gallardo   | Nico                           |
| Ana Belén Lander    | Debbie Duran                   |
| Gisela Abumrad      | Carmela                        |
| Juan Carlos Flores  | El Pelón                       |
| Tali Duclaud        | Romina                         |
| Danilo Carrera      | Federico                       |
| Jason Canela        | Cacho                          |
| Henry Zakka         | Narciso Luján                  |
| Eva Tamargo         | Telma Lujan                    |
| Mauricio Mejía      | Alex                           |
| Carlos Garín        | Gastón                         |
| Alessandra Guilarte | Leticia                        |

## Exibição
| País           | Emissora              | Data de estréia       | Data de final          | Título       |
| -------------- | --------------------- | --------------------- | ---------------------- | ------------ |
| Venezuela      | Venevisión            | 27 de janeiro de 2014 | 22 de setembro de 2014 | Cosita linda |
| Estados Unidos | Univision             | 27 de janeiro de 2014 | 22 de setembro de 2014 | Cosita linda |
| Equador        | TC Televisión         | 2014                  |                        | Cosita linda |
| Panamá         | Telemix Internacional | 2014-2015             |                        | Cosita linda |
| Porto Rico     | Unvision Porto Rico   | 2015                  |                        | Cosita linda |